# 东涌镇 (汕尾市)
东镇隶屬中国廣東省汕尾市城區。東至汕尾市捷勝鎮、南接紅海灣、西達汕尾市城區、北連汕尾市赤坑鎮。面積有108.58平方公里，人口約5-6萬，主要為福佬人。咖啡之鄉

## 行政区划
现辖：
品清村、东石村、新湖村、新地村、赤古村、洪流村、石洲村、宝楼村、新安村、新民村、民进村、民群村、安华村、龙溪村和东涌村。

## 交通
- 厦深铁路：汕尾站

## 教育
- 東涌中學
- 石洲中學
- 東涌中心小學

## 旅遊
- 品清湖

## 參看
- 東涌官員強挖墓事件

1. ↑  . 中华人民共和国国家统计局. 2023 （中文（中国大陆））.[]